# ديوان الصوافي
ديوان الصوافي هو ديوان معني بالصوافي وهي أراضي الدولة، فيجمع الديوان أملاك الدولة من تأجير واستئجار أو شراء وبيع، وهو أشبه بدائرة الأملاك العامة اليوم.